# (2608) Sénèque
(2608) Sénèque est un astéroïde Amor découvert le 17 février 1978 par l'astronome allemand Hans-Emil Schuster.

## Historique
Le lieu de découverte, par l'astronome allemand Hans-Emil Schuster, est l'Observatoire de La Silla.
Il fut nommé en honneur du philosophe Sénèque.
Sa désignation provisoire, lors de sa découverte le 17 février 1978, était 1978 DA.

## Caractéristiques
Il fait partie du groupe d'Alinda.
Sa distance minimale d'intersection de l'orbite terrestre est de 0,132 614 ua.